# 두우쟁이
두우쟁이(학명: Saurogobio dabryi)는 중국 아무르분지부터 주강, 몽골, 한반도에 걸쳐 분포하는 잉어류의 일종이다. 베트남에서도 발견된다. 영문명은 Chinese gudgeon이며 다른 이름은 생새미 , 미수개미라고 불린다.

## 형태
몸은 아주 길고 원통형이며 몸 뒷부분은 가늘다. 주둥이는 길고 둥글며 입은 주둥이 아래에 있다. 입수염은 1쌍이다. 입술은 돌기로 덮여 있다. 눈은 크고 머리 윗부분에 있다. 등지느러미는 몸의 앞부분에 있다. 옆줄은 뚜렷하다.

## 서식지
한반도의 한강과 임진강, 금강, 대동강, 압록강에 서식하며, 중국과 베트남, 러시아 동북부에 분포한다.

## 먹이
잡식성으로 소형 갑각류와 부착 조류를 먹고 산다.